# Karol Szymanowski Quartett
Das Karol Szymanowski Quartett ist ein 1995 in Warschau gegründetes Streichquartett. Es versteht sich als Botschafter der Streichquartette Karol Szymanowskis und der Musik polnischer und generell osteuropäischer Komponisten. Das Quartett sucht musikalische Verbindungen und musikalischen Austausch über Epochen und nationale Grenzen hinweg.

## Wirken
Gründungsmitglieder 1995 waren Andrej Bielow (Violine 1, bis 2013), Grzegorz Kotów (Violine 2, bis 2013), Volodia Mykytka (Viola) und Marcin Sieniawski (Violoncello). Die aktuelle Besetzung besteht aus Agata Szymczewska (Violine 1, seit 2016), Robert Kowalski (Violine 2), dem Gründungsmitglied Volodia Mykytka (Viola) und Karol Marianowski (Violoncello).
Seine kammermusikalische Ausbildung erhielt das ursprüngliche Quartett an der Musikhochschule Hannover bei Hatto Beyerle. Das Szymanowski Quartett verfeinerte seine Interpretationen auch durch wiederholte Zusammenarbeit mit Isaac Stern, Walter Levin, dem Amadeus- und Emerson String Quartet, dem Juilliard String Quartet, dem Guarneri Quartet und zuletzt im Dialog mit Alfred Brendel.
Das Quartett gewann zahlreiche Preise und Auszeichnungen, wie etwa bei den Wettbewerben von Melbourne, Osaka und Florenz. Das Quartett war von 2001 bis 2003 das Ensemble der „New Generation Artists“ der BBC. 2005 erhielt es den renommierten „Szymanowski-Preis“ der Karol Szymanowski Foundation in Warschau, die damit diesen Preis erstmals an ein Streichquartett vergab. 2007 wurde das Ensemble mit der Ehrenmedaille der polnischen Regierung für besondere Leistungen im Bereich der Kultur ausgezeichnet.
Das Szymanowski Quartett gastierte in zahlreichen großen Konzerthäusern wie der New Yorker Carnegie Hall, der Londoner Wigmore Hall, im Amsterdamer Concertgebouw, dem Wiener Musikverein, in Paris, in Berlin, in Hamburg, in Leipzig oder im Beethovenhaus Bonn. 2008 gründete das Quartett das Lviv Chamber Music Festival. „Dieses Projekt rückte mit Lemberg eine Stadt in den Mittelpunkt,“ die in der Ukraine an der Grenze zu Polen liegt „und zum Weltkulturerbe der UNESCO gehört.“ In diesem Sinne wirkt das Szymanowski Quartett als Grenzgänger und pflegt gemeinsam mit seinen Musikergästen einen aktiven Kulturaustausch.